# (12382) Niagara Falls
(12382) Niagara Falls est un astéroïde de la ceinture principale.

## Description
(12382) Niagara Falls est un astéroïde de la ceinture principale. Il fut découvert le 28 septembre 1994 à Kitt Peak par le projet Spacewatch. Il présente une orbite caractérisée par un demi-grand axe de 2,79 UA, une excentricité de 0,04 et une inclinaison de 1,0° par rapport à l'écliptique.

## Compléments